# السحرة

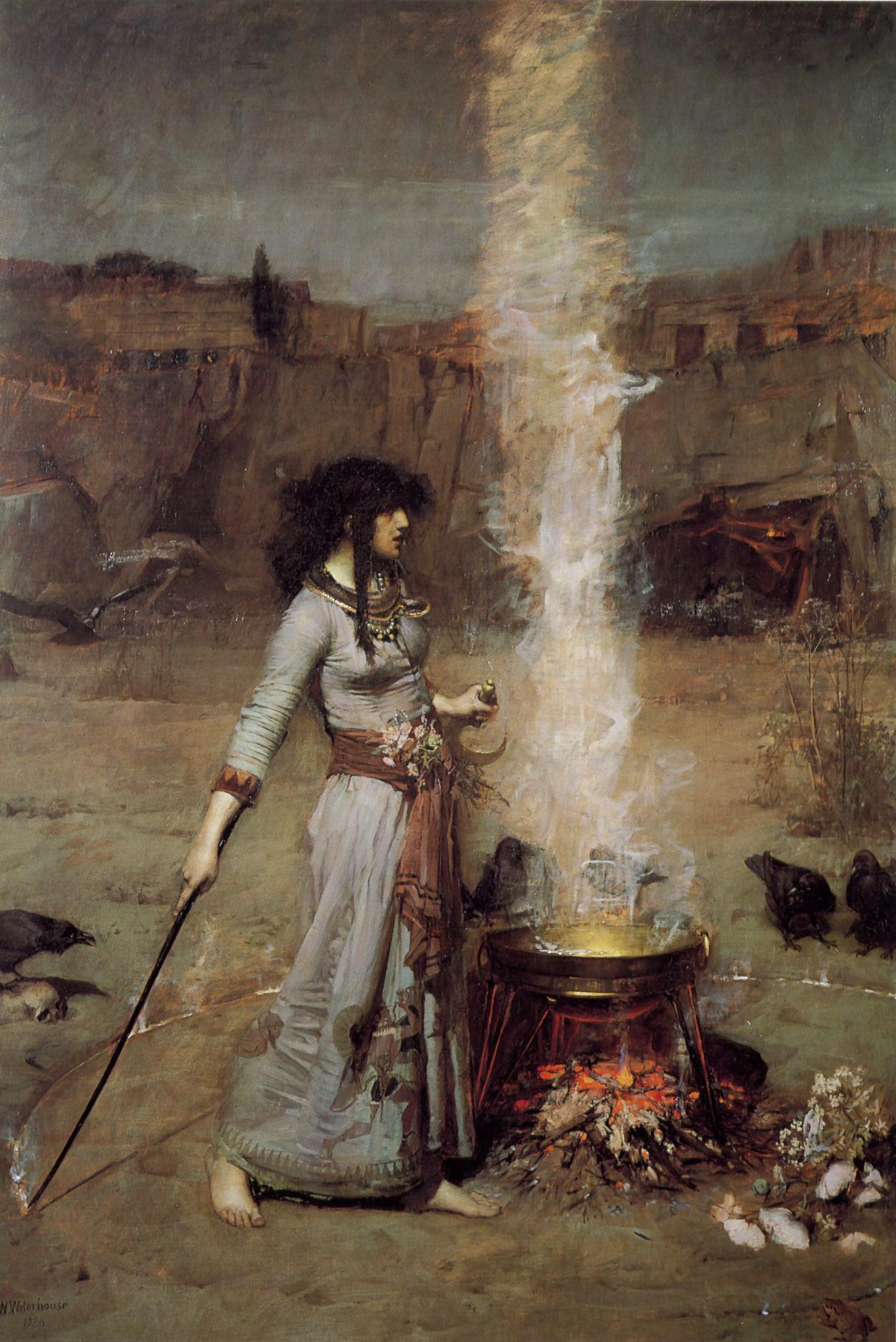
الدائرة السحرية بواسطة جون وليام ووترهاوس

السحر في السياقات التاريخية والأنثروبولوجية والدينية والأسطورية المختلفة، هو استخدام أنواع معينة من القوى الخارقة. وهناك خلط بين مصطلح السحرة وبين المشعوذين. فمفهوم السحر عادة ما يعامل باعتباره ايديولوجية ثقافية.
الاعتقاد في السحر، والسحرة، وجدت في العديد من الثقافات في جميع أنحاء العالم إلى هذا اليوم، وكان معظمها في أفريقيا جنوب الصحراء (على سبيل المثال في الساحرة عند قبائل البانتو هي ثقافة)، وتاريخيا، ولا سيما في أوروبا الحديثة المبكرة من القرن الرابع عشر وحتى القرن الثامن عشر، كان اتهام السحرة هو بمثابة مؤامرة شيطانية ضد المسيحية، مما أدى إلى مطاردة السحرة ومحاربتهم وخصوصا في أوروبا الجرمانية.
والسحرة لهم فريضة مثل العبادة، ومن المثير للجدل أن السحرة الأوروبيين كانوا قد قمعوا الدين الوثني، ولو كانوا يتبعون إلههم الخاص المجهول من العامة، ولكن أصبحت ممارسة السحر في أوائل القرن التاسع عشر ومنتصف القرن العشرين هم فرع جديد للوثنية.
ولكن الآراء العلمية توافق، كما عبرت عنها المؤسسة الوطنية للعلوم، وقد حددت عشرة مواضيع في المعتقدات، بما في ذلك معتقد السحرة، والتي ترى أنها إحدى المعتقدات الزائفة.

## التاريخ
يؤكد المؤرخون وعلماء الأنثروبولوجية، أنه لا يوجد تطابق بين السحر الإفريقي والسحر الأوروبي، فلا يمكن تطبيق السحر الأفريقي عند الأوربيون.
كما هو الحال في الأنثروبولوجيا، ينظر المؤرخون إلى السحرة كأيديولوجية لتوضيح سوء الحظ، ولكن هذا الفكر يتجلى بطرق متنوعة. كانت هناك بضعة أنواع من الساحرات في الاعتقاد الشعبي، وأنواع قليلة من الأشخاص المتهمين بالشعوذة لأسباب مختلفة.
كثيرا ما يكون السحرة معروفون في «الحي الشعبي» ويسمون حسب المؤرخون بأنهم «السحرة الاجتماعيون»: وعادة يطلب الناس مساعدتهم في العلاج أو من أجل أخذ الرأي أو لزيادة الثروات وتحسين المستقبل.
والسحرة هم نتاج التوتر الحي، حيث يوجدون فقط في تحقيق الاكتفاء الذاتي للمجتمعات القروية التي يعتمد فيها السكان على بعضهم.

## عند بعض الدول والمناطق
أوروبا: السحر كان من أحد الأساليب المألوفة من الفولكلور والخرافات الشعبية وكان السحرة يتبعون مزيج من التأثيرات العديدة من عبادة وغيرها. ويوصف الساحر كمستخدم للسحر في الشر، ولقد حوربوا على مر الزمن، وقل الاهتمام بالسحر والسحرة بعد انتشار المسيحية.
أمريكا الشمالية: كان الهنود الحمر سكان البلاد الأصليون يعتمدون على السحر والسحرة بشكل كبير، حيث كان لكل قبيلة ساحرها وهو الذي يقوم بالنصح والعلاج وأشياء كثيرة. وبعد مجيء الأوروبين، حوربت تلك الممارسة لأنها ضد العقيدة المسيحية حسب الأيمان المسيحي. وهناك حادثة هي الأكثر شهرة في أمريكا الشمالية عن السحرة وقعت بين فبراير 1692 وأيار / مايو 1693 في مدينة سالم بولاية ماساتشوستس الأمريكية، حيث حوكم تسعة عشر شخصا، متهمين بممارسة السحر وكانوا أربعة عشر من النساء وخمسة من الرجال، وتم إعدام واحد فقط لرفضه التعليق على الاتهامات وكانا نصيبه أن سحق حتى الموت تحت الحجارة الثقيلة لإجباره على الاعتراف.
أمريكا الجنوبية: وأهمها في شيلي حيث ما زال هناك تقليد لهنود الكالكو بممارسة السحر وأيضا الساحرات المعروفات في الفلكلور الشعبي من شيلوي.
الهند: يوجد اعتقاد كبير في بعض أجزاء من الهند في القوى الخارقة والسحر، ولكن هناك تطبيق لقانون الإعدام لمن يستخدم السحر خارج نطاق القانون، وفي أغلب الأحيان من يطبق القانون عليهم هم الشعب. حيث تفيد التقارير في الصحافة من وقت لآخر أن ما يقارب 750 شخصا لقوا مصرعهم في مطاردة السحرة في ولايات آسام والبنغال الغربية منذ عام 2003. وأيضا تعرض البعض إلى مضايقات في ولاية تشاتيسجار وهذا يحدث سنويا.
اليابان: في الفولكلور الياباني يقسمون السحرة عموما إلى فئتين: أولئك الذين يستخدمون الثعابين، مثل الفاميليارس، وأولئك الذين يستخدمون الثعالب.

## رأي الأديان السماوية
في اليهودية:

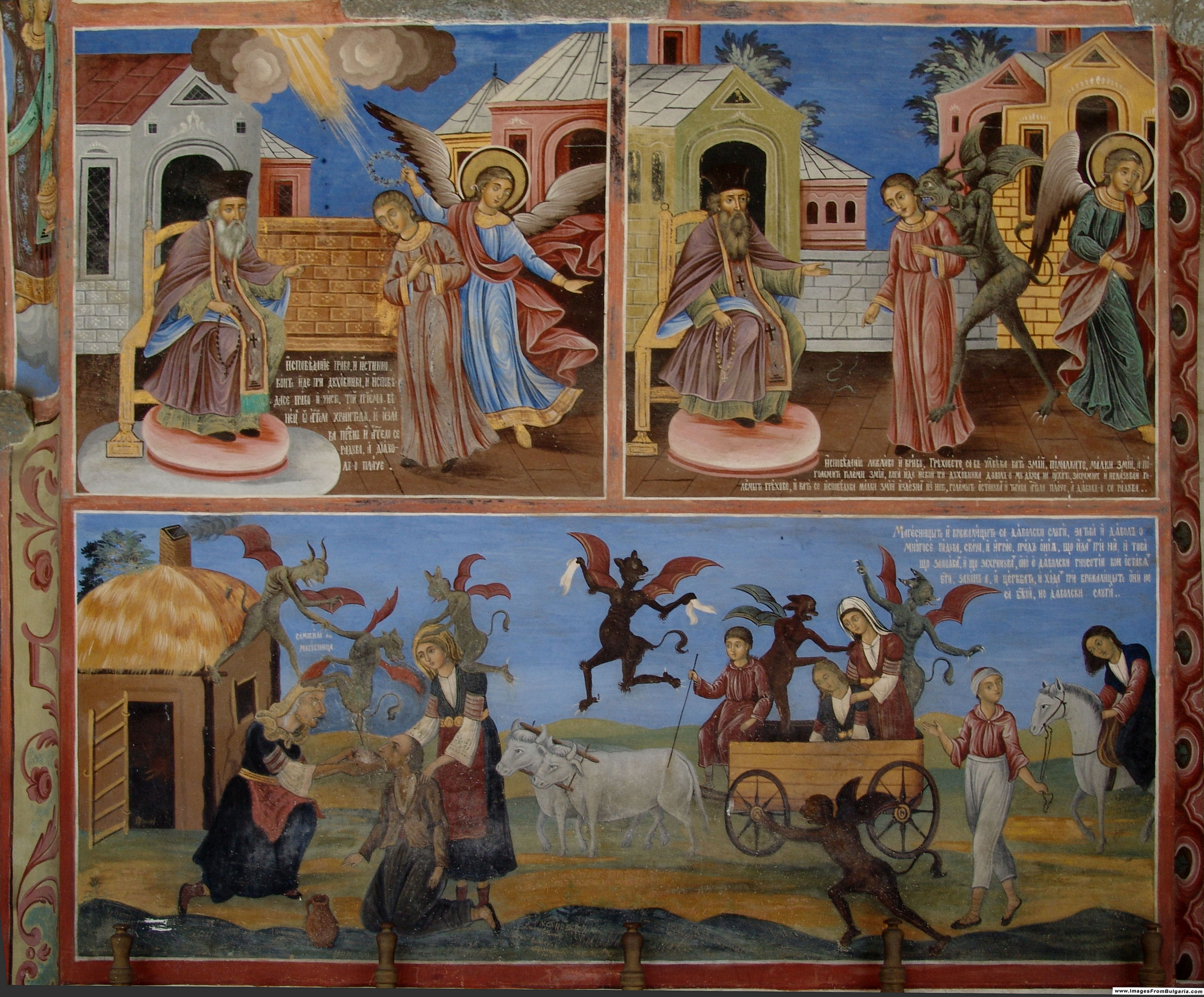
لوحة فنية من دير ريلا في بلغارية يصور إدانة السحرة

في الشريعة اليهودية يُنظر إلى ممارسة السحر من طقوس واستحضار أرواح بأنها وثنية ومخالفة للشريعة اليهودية. وتعترف اليهودية بأن السحر موجود ولكنها تحظر ممارسته لأنه ينطوي عادة على عبادة الآلهة الأخرى. وفقا لليهودية التقليدية وحاخامات التلمود فإنهم يدينوا السحرة، وكان ينفذ فيهم حكم الإعدام (سفر الخروج 22:17).
المسيحية:
في العهد الجديد أدانت المسيحية هذه الممارسة، تماما كما كان في العهد القديم (غلاطية 5:20، بالمقارنة مع رؤيا يوحنا 21:8 ؛ 22:15 ؛ وأعمال الرسل 8:9 ؛ 13:6).
الإسلام:. العرافة والسحر محرمة في الإسلام وتشمل طائفة واسعة من الممارسات بما في ذلك السحر الأسود، ودرء العين الشريرة، وإنتاج التمائم وغيرها من المعدات السحرية، والشعوذة. فالإسلام لا يسمح بمارستها وهناك سورة واضحة في ذلك وهي سورة الفلق:.(بِسْمِ اللَّهِ الرَّحْمَنِ الرَّحِيمِ. قُلْ أَعُوذُ بِرَبِّ الْفَلَقِ (1) مِنْ شَرِّ مَا خَلَقَ (2) وَمِنْ شَرِّ غَاسِقٍ إِذَا وَقَبَ (3) وَمِنْ شَرِّ النَّفَّاثَاتِ فِي الْعُقَدِ (4) وَمِنْ شَرِّ حَاسِدٍ إِذَا حَسَدَ (5)).(القرآن الكريم 113:1-5). وقد بلغ الحال بذم علم الفلك لارتباط السحرة والمنجمين بذلك العلم سابقا، إلا أنه وبعد أن أصبح علم الفلك منفصلا عن التنجيم والسحر فقد برع فيه الكثير من علماء المسلمين.

## وصلات خارجية
تشاباد
Witchcraft in the Catholic Encyclopedia on (New Advent) الموسوعة الكاثوليكية]